# Camilla (film, 1969)
Pour les articles homonymes, voir Camilla.
Pour plus de détails, voir Fiche technique et Distribution.
Camilla (Camille 2000) est un film dramatique et érotique italien réalisé par Radley Metzger et sorti en 1969.
Il s'agit d'une adaptation libre du roman La Dame aux camélias d'Alexandre Dumas (fils).
Plusieurs versions françaises du film existe, dont l'une amputée de 30 minutes mais rallongée par des séquences pornographiques additionnelles tournées par la maison de production Audubon Films et n'ayant aucun rapport avec le film original.

## Synopsis
Rome, fin des années 1960. Marguerite Gautier mène une existence insouciante faite de fêtes, de rencontres, de drogues et de liaisons occasionnelles dans la somptueuse villa de l'homme qui l'entretient, le comte De Mauriac. Pour le comte vieillissant, Camille (comme on appelle Marguerite en raison de sa passion pour les camélias) est plus une fille qu'une maîtresse, rencontrée après que sa vraie fille a perdu la vie à la suite d'une surdose.
Armand Duval, un jeune entrepreneur français envoyé par son père pour affaires, arrive à Rome. Lors d'une de ses nombreuses soirées mondaines, il rencontre Marguerite, mais alors qu'il tombe amoureux d'elle au premier regard, elle considère Armand comme l'une des nombreuses relations « jetables » auxquelles elle est habituée, continuant à fréquenter d'autres hommes dans l'intervalle et suscitant même sa jalousie. Peu à peu, cependant, Marguerite commence à éprouver de l'attirance pour lui et décide de passer l'été en sa compagnie exclusive, en partant, à l'insu de De Mauriac, pour Porto Ercole dans le luxueux bateau de ce dernier. Pendant les vacances, elle est approchée par le père d'Armand : soupçonnant que sa relation avec son fils est en fait le résultat d'un calcul financier, Duval la convainc de le quitter.
Marguerite se résigne à retourner dans son monde de promiscuité amoureuse et se laisse de plus en plus aller à la drogue. Elle fait fuir Armand, qui ignore tout de la conversation entre elle et son père, et l'humilie en le surprenant en compagnie d'une autre amante. Ils se retrouvent lors d'une soirée : Armand, toujours amoureux, se rend compte que sa dépendance est en train de la détruire. Lorsqu'il apprend qu'elle se trouve dans une clinique, il se précipite vers elle, mais il n'a que le temps de la prendre dans ses bras et d'assister, impuissant, à sa mort.

## Fiche technique
- Titre français : Camilla ou Histoire de Camilla[1]
- Titre original italien : Camille 2000[2]
- Réalisation : Radley Metzger
- Scénario : Michael De Forrest d'après La Dame aux camélias d'Alexandre Dumas (fils)
- Photographie : Ennio Guarnieri
- Montage : Amedeo Salfa
- Musique : Piero Piccioni
- Décors : Enrico Sabbatini (it)
- Production : Radley Metzger
- Société de production : Spear Productions
- Pays de production :  Italie
- Langue originale : anglais
- Format : Couleurs par Technicolor - 2,35:1 - Son mono - 35 mm
- Genre : drame érotique
- Durée : 104 minutes
- Dates de sortie : 
  - États-Unis : 16 juillet 1969
  - France : 8 décembre 1976[1]

## Distribution
- Danièle Gaubert : Marguerite Gautier
- Nino Castelnuovo : Armand Duval
- Eleonora Rossi Drago : Prudence
- Roberto Bisacco : Gastion
- Massimo Serato : Le père d'Armand
- Silvana Venturelli : Olympe
- Philippe Forquet : De Varville
- Zachary Adams : Gody
- Dominique Badou : messager
- Peter Chatel : ami de Marguerite
- Virginie Rodin : amie de Marguerite
- Enzo Fiermonte : joueur
- Linda Morand : Simone (non créditée)

## Production
Le film, qui a coûté 500 000 dollars, a été tourné en octobre 1968 en Toscane, sur les sites de Monte Argentario et Porto Ercole, et dans le Latium, à Rome, à la Casina Valadier, à la Scalea Bruno Zevi et à la Villa Miani, ainsi qu'aux Dear Studios. Le film est entièrement joué en anglais et la version italienne n'est actuellement disponible sur aucun support. La présence de versions plus ou moins longues s'explique par la nécessité, très fréquente dans les films érotiques de l'époque, d'adapter le montage du matériel filmé à la censure des différents pays.

## Accueil critique
Selon un critique de cinéma, les films de Radley Metzger, y compris ceux réalisés pendant la période du porno chic (1969-1984), se distinguent par leur « décors somptueux, des scénarios pleins d'esprit et un penchant pour les angles de prise de vue inhabituels ». Un autre critique a noté que ses films étaient « hautement artistiques - et souvent cérébraux ... et présentaient souvent une magnifique cinématographie ». Les films et les œuvres audio de Metzger ont été ajoutés à la collection permanente du Musée d'art moderne de New York (MoMA) à New York.